# Sumbawanga
Sumbawanga (ejtsd: Szumbavanga) város Tanzánia nyugati részén, a Rukwa régióban, a Rukwa-tó ÉNy-i partjának közelében, amelytől hegyek választják el. Az Ufipa termékeny fennsíkján, 1800 méter tengerszint feletti magasságban fekszik, 8 fokkal az Egyenlítőtől délre. Lakossága közel 150 ezer fő volt 2002-ben.
Mezőgazdasági központ, ipara gyengén fejlett. Keleti részén egy kis repülőtér található. Kórháza a legnagyobb a régióban.

## Fordítás
- Ez a szócikk részben vagy egészben  a   Sumbawanga című angol Wikipédia-szócikk fordításán alapul.  Az eredeti cikk szerkesztőit annak laptörténete sorolja fel. Ez a jelzés csupán a megfogalmazás eredetét és a szerzői jogokat jelzi, nem szolgál a cikkben szereplő információk forrásmegjelöléseként.
- Ez a szócikk részben vagy egészben  a(z)   Сумбаванга című orosz Wikipédia-szócikk fordításán alapul.  Az eredeti cikk szerkesztőit annak laptörténete sorolja fel. Ez a jelzés csupán a megfogalmazás eredetét és a szerzői jogokat jelzi, nem szolgál a cikkben szereplő információk forrásmegjelöléseként.